# Почётный гражданин Челябинска

Нагрудный знак почётного гражданина Челябинска

Почётный граждани́н го́рода Челя́бинска — звание, форма поощрения за особые заслуги перед Челябинском в области развития производства, городского хозяйства, народного образования, здравоохранения, культуры и спорта.

## История звания
В царской России звание Почётного гражданина Челябинска трижды присваивалось решением Императора Николая II. Первым коренным челябинцем, получившим это звание ещё в 1905 году, стал купец, предприниматель, общественный деятель Василий Колбин (1854—1911).
Вновь учреждено звание 8 сентября 1967 года исполнительным комитетом городского Совета депутатов трудящихся. Согласно положению, звание присваивалось решением исполнительного комитета городского Совета народных депутатов и могло быть присвоено также жителям Челябинска, активно участвовавшим в Октябрьской революции, Гражданской и Великой Отечественной войнах, установлении Советской власти на Южном Урале. Этим же положением учреждалась Книга и Доска почёта «Почётные граждане города Челябинска».
Первым челябинцем, удостоенным учрежденного звания, стал Иван Белостоцкий (1 ноября 1967 года).
29 апреля 1973 в вестибюле здания Челябинского горисполкома был открыт стенд «Почётные граждане Челябинска» — белая мраморная плита, на которой золотом были вписаны имена 5 почётных граждан города: И. С. Белостоцкого, П. Е. Карпенко, М. Ф. Мороз, В. Н. Гусарова, Я. П. Осадчего. В дальнейшем этот список постоянно дополнялся.
В фойе Администрации города Челябинска оформлен новый стенд с именами почётных граждан. 1 марта 1996 в связи с предстоящим празднованием 260-летия Челябинска главой города было утверждено новое положение «О присвоении звания „Почётный гражданин города Челябинска“».

## Основная процедура присвоения звания
Начиная с 1996 года звание присваивается ко Дню рождения города постановлением главы города.
Звание присваивается:
- гражданам, внесшим большой вклад в его экономическое и духовное развитие, сникавшим широкую известность и уважение жителей Челябинска;
- уроженцам города Челябинска, чья государственная, политическая, общественная, научная, творческая и иная деятельность получила всероссийское и международное признание;
- гражданам Российской Федерации, других государств, имеющих выдающиеся заслуги перед городом.

## Символы
В соответствии с Положением вручается специальный диплом и нагрудный именной знак с надписью «Почётный гражданин города Челябинска», выдается удостоверение, подписанное главой городского самоуправления. Данные заносятся на стенд «Почётные граждане города Челябинска», находящийся в фойе здания администрации города. Здесь же размещена памятная книга «Почётные граждане города Челябинска», изданная в год празднования 265-летия Челябинска.

## Почётные граждане Челябинска (в порядке присвоения звания)

### В досоветское время
- Михайловский Константин Яковлевич (1834, Черниговская губерния — 09.09.1909, Санкт-Петербург) (звание присвоено Николаем II, точная дата присвоения звания неизвестна) — дворянин, участник Крымской войны, русский инженер. Начальник работ по постройке железных дорог Самара — Уфа (1885), Уфа — Златоуст (1888), Златоуст — Челябинск (1891), Екатеринбург — Челябинск (1894) и многих других проектов. Действительный тайный советник (24.02.1907).
- Колбин Василий Михайлович (1854, Челябинск — 13(26).04.1911, там же) (звание личного почётного гражданина города присвоено Николаем II в 1905 году) — купец, предприниматель, общественный деятель. Гласный Городской думы; с 1901 — председатель Вольного пожарного общества. В конце XIX века вёл разработку каменных карьеров, строил доходные дома. В 1902 построил маслобойный завод; в 1905 — «завод электрической энергии» (электростанцию); в 1906 — телефонную станцию (сеть общего пользования). Проект запуска в Челябинске электрической трамвайной линии, предложенный К., не нашел поддержки, так как затрагивал интересы многочисленных владельцев частного извоза. Вел активную общественную и благотворительную деятельность. Участвовал в строительстве храмов, церковно-приходских школ и других объектов в городе. В 1905 за деятельность по развитию народного образования в Челябинске К. получил Почетную грамоту от попечителя Оренбургского учебного округа. Тогда же Высочайшим повелением государя-императора ему было присвоено звание личного почетного гражданина[1].
- Покровский Владимир Корнильевич (11.07.1843, Челябинск — 20.09.1913, Гейдельберг, Германская империя) (звание присвоено Николаем II после 30 октября 1907 года) — предприниматель, меценат, общественный деятель; статский советник. В 1874—1878 гг. — городской голова Челябинска. В 1881 году открыл первую в Челябинске общественную библиотеку. Значительную часть своих доходов отдавал на благотворительность. Много сделал для развития народного образования: 3 марта 1895 года городская дума выразила Покровскому благодарность за многолетние труды по развитию в Челябинске народного образования. При строительстве Западно-Сибирской железной дороги способствовал тому, чтобы ж/д станция была построена близ Челябинска. Сын Корнилия Ивановича Покровского (1806 — 24.09.1873) — штаб-лекаря, хирурга, в 1837-61гг. главы Челябинской городской больницы.

### В советское время
- Белостоцкий Иван Степанович (06.01.1882, сл. Амвросиевка, Таганрогское градоначальство, Область Войска Донского — 31.01.1968, Челябинск) (1 ноября 1967) — деятель революционного движения в России. Работая на заводах различных городов России (Мариуполь, Баку, Москва и т. д.), занимался революционной агитацией. Весной 1911 года петербургским комитетом РСДРП был направлен в партийную школу в Лонжюмо под Парижем. В январе 1912 года на Пражской партийной конференции был заочно кооптирован в состав ЦК РСДРП. Вместе с ним тогда же был кооптирован и И. В. Сталин. Неоднократно арестовывался, был в ссылке. С 1917 года и до конца жизни работал на Урале (Екатеринбург, Челябинск) на руководящих должностях.
- Карпенко Пётр Ефремович (04.03.1897, Тула, Тульская губерния — 22.11.1973, Челябинск) (10 сентября 1968) — инженер-металлург, участник Гражданской войны (прошёл путь от рядового до комиссара полка). В годы Великой Отечественной войны — директор Чебаркульского металлургического завода (с 1940 — руководитель строительства завода). С 1948 по 1958 гг. — первый заместитель председателя Челябинского облисполкома. После ухода на пенсию занимал пост председателя областного Совета ветеранов войны и труда.
- Гусаров Владимир Николаевич (05.04.1911, с. Ромашкино, Бузулукский уезд, Самарская губерния — 30.01.1998, Челябинск) (7 сентября 1971) — Заслуженный металлург России (1958), крупный хозяйственный руководитель, один из организаторов ферросплавной промышленности России. Весь его трудовой путь связан с Челябинским электрометаллургическим комбинатом. Возглавлял одно из ведущих предприятий отрасли с 1949 по 1981 гг. и внес огромный вклад в коренную реконструкцию комбината. Разрабатывал и внедрял новые технологии в ферросплавной подотрасли страны. Общий стаж работы В. Н. Гусарова на комбинате составил более 66 лет!
- Мороз Мария Фёдоровна (25.12.1925, дер. Зиновьево, Покровская волость, Малоархангельский уезд, Орловская губерния — 16.12.1996, Челябинск) (7 сентября 1971) — ветеран Челябинского тракторного завода, представитель Стахановского движения. С 1945 года жила и работала в Челябинске. В совершенстве овладела мастерством сверловщицы, обслуживала несколько станков. Передовик производства, инициатор движения за досрочное выполнение производственных заданий. В числе первых на заводе получила право работать с личным клеймом качества. С 1984 года работала мастером-наставником и воспитала многих учеников. Общий трудовой стаж составил 45 лет!
- Осадчий Яков Павлович (09.10.1901, Кривой Рог, Херсонская губерния (ныне — Днепропетровская область, Украина) — 06.02.1977, Челябинск) (12 октября 1971) — крупнейший советский хозяйственный руководитель, директор ПНТЗ (1938—1954), директор ЧТПЗ (1956—1977). В годы Карибского кризиса, когда против Советского Союза были введены экономические санкции, в частности, Германия перестала поставлять трубы большого диаметра, возглавил строительство стана «1020» по производству труб большого диаметра и наладил их производство (оттуда знаменитый лозунг: «Труба тебе, Аденауэр!»).
- Верещагин Фёдор Фомич (02.02.1927, с. Беляновка, Частоозёрский район, Уральская область (ныне — Курганская) — 27.03.1991, Челябинск) (19 сентября 1978) — Заслуженный строитель РСФСР, работал в строительном управлении «Земстрой-1» треста «Южуралспецстрой» машинистом экскаватора, бригадиром. Принимал участие в строительстве крупнейших объектов Челябинского металлургического завода: 4-й и 5-й доменных печей, 5-й и 7-й коксовых батарей, стана «2300», блюминга «1300»; участвовал в реконструкции Челябинского трубопрокатного завода, а также в строительстве завода стального профнастила, жилого массива на северо-западе Челябинска. Начиная с 1972 года, в течение 10 лет ежегодно признавался лучшим механиком Минтяжстроя СССР.
- Кулешов Пётр Иванович (14.06.1912, Калуга, Московская губерния — 04.07.1995, Челябинск) (19 сентября 1978) — советский театральный актёр, режиссёр. Начинал работать в театрах Калуги, Смоленска, Архангельска, Новосибирска, Сталинграда, а с 1938 года — в Челябинске. Артист драматического театра им. С. М. Цвиллинга (с 1938), народный артист РСФСР (1978), педагог. Участник Великой Отечественной войны.
- Патоличев Николай Семёнович (10.09.1908, с. Золино, Гороховецкий уезд, Владимирская губерния (ныне — Володарский район, Нижегородская область) — 01.12.1989, Москва) (19 сентября 1978) — советский государственный и партийный деятель. В 1942—1946 гг. — Первый секретарь Челябинского областного комитета ВКП(б) и горкома партии. Один из организаторов и непосредственных руководителей создания Уральского добровольческого танкового корпуса (1943). В 1950—1956 гг. — первый секретарь ЦК Коммунистической партии Белоруссии. В 1958—1985 гг. — министр внешней торговли СССР.
- Погорелец Иван Ефимович (27.11.1926, дер. Вязовка, Давлекановская волость, Белебеевский кантон, Башкирская АССР — 25.11.2010, Челябинск) (19 сентября 1978) — ветеран труда, металлург. Около 30 лет проработал на Челябинском металлургическом заводе, овладев всеми профессиями главного поста стана «блюминг». В ходе освоения блюминга «1180» способствовал значительному перекрытию его проектной мощности; осваивал технологии прокатки новых марок стали. Активный рационализатор. Участник Великой Отечественной войны.
- Трашутин Иван Яковлевич (18.01.1906, пос. Горловка, Бахмутский уезд, Екатеринославская губерния (ныне — Донецкая область) — 06.03.1986, Ленинград) (19 сентября 1978) — выдающийся конструктор двигателей, главный конструктор по моторостроению СКБ № 75 Кировского танкового завода (Челябинского тракторного завода), эвакуированного в начале Великой Отечественной из Харькова на Южный Урал. Проработал на ЧТЗ 40 лет. При жизни Т. в Челябинске был установлен бронзовый бюст (1982, скульп. Л. Н. Головницкий, арх. Е. В. Александров).
- Мацков Леонтий Васильевич (16.11.1935, г. Магнитогорск, Челябинская область — 07.12.2013, Челябинск) (4 сентября 1986) — ветеран труда, строитель. Более 25 лет возглавлял бригаду слесарей-монтажников Челябинского управления треста «Коксохиммонтаж». Участник строительства крупных промышленных объектов области и страны: Магнитогорского, Кемеровского, Липецкого, Карагандинского, Орско-Халиловского металлургических комбинатов.
- Румянцева Валентина Даниловна (род. 22.08.1938, с. Засосна, Красногвардейский район, Белгородская область) (4 сентября 1986) — Заслуженный врач РСФСР (1984), Отличник здравоохранения (1984). 30 лет трудилась участковым врачом пос. Киргородок (медико-санитарная часть Челябинского тракторного завода; ныне — ГКБ № 8). В 1977 году стала лучшим участковым врачом Челябинска.
- Шипилова Раиса Ивановна (18.03.1941, дер. Слище, Суражский район, Брянская область — 14.04.2015, Челябинск) (4 сентября 1986) — ветеран труда, токарь-универсал Челябинского завода дорожно-строительных машин им. Д. В. Колющенко, где проработала почти 40 лет. Ударник 9, 10, 11-й пятилеток. Делегат XXVII съезда КПСС (1986). С 1973 избиралась депутатом исполнительного комитета Челябинского городского Совета депутатов и трудящихся в течение 7 созывов.

### В современной России
- Митяев Олег Григорьевич (19.02.1956, Челябинск. Народный артист Российской Федерации)
- Глубоков Даниил Александрович (24.12.1923, дер. Кошкуль, Челябинский округ, Уральская область, ныне — Красноармейский район Челябинской области — 17.12.2007, Челябинск) (9 сентября 1996) — ректор Челябинского государственного медицинского института (1966—1995), доктор медицинских наук (1975), профессор (1977), Заслуженный деятель науки Российской Федерации (1995), Почётный кардиолог России (2001). Г. автор 148 опубликованных научных работ. Подготовил 5 докторов и 34 кандидата медицинских наук. Ветеран Великой Отечественной войны, участник Сталинградской битвы!
- Ильичёв Леонид Александрович (16.08.1919, с. Строевая гора, Иваново-Вознесенская губерния, ныне — Ивановская область — 16.05.2004, Челябинск) (9 сентября 1996) — советский государственный деятель. С 1961 по 1971 гг. — председатель Челябинского Исполнительного комитета городского совета депутатов трудящихся; с 1971 по 1984 гг. — второй секретарь Челябинского обкома КПСС, депутат, член Президиума Верховного Совета РСФСР. При И. в Челябинске началось массовое жилищное строительство, был разработан и принят новый генеральный план города (1967). Участник Великой Отечественной войны.
- Карпенко Николай Петрович (08.03.1925, с. Софиевка, Александровский район, Донецкая губерния, ныне — Донецкая обл. — 03.06.1999, Челябинск) (9 сентября 1996) — крупный хозяйственный руководитель, партийный, государственный деятель, Заслуженный металлург РСФСР (1984), Заслуженный изобретатель РСФСР (1991). В 1977—1999 гг. — директор Челябинского трубопрокатного завода. Начинал работу в 1942 году на строительстве ЧТПЗ, став впоследствии его директором, и проработав на предприятии в общей сложности более 56 лет!
- Мосеев Леонид Николаевич (род. 21.10.1952, пос. Метлино, 20 км от Челябинск-40, ныне — г. Озёрск) (9 сентября 1996) — советский легкоатлет, чемпион Европы в марафоне (1978), участник Олимпиад 1976 и 1980 гг., Заслуженный мастер спорта (1978). Является трёхкратным победителем матчей СССР — США в 1977-78 годах. Входит в число 10 лучших марафонцев страны XX века!
- Орлов Наум Юрьевич (20.02.1924, г. Чернигов, Черниговская губерния, Украинская ССР — 01.08.2003, Челябинск) (9 сентября 1996) — советский и российский театральный режиссёр, педагог, Народный артист РСФСР (1985), Почётный профессор Челябинской государственной академии культуры и искусств (2003). В 1973—2003 гг. — главный режиссёр Челябинского драматического театра, ныне носящего его имя.
- Александров Евгений Викторович (04.02.1917, Челябинск — 30.07.2007, там же) (18 августа 1998) — Заслуженный архитектор РСФСР (1974), Почётный член Российской Академии архитектуры и строительных наук (1994), Почётный член Союза архитекторов России, Почётный профессор Южно-Уральского государственного университета. Почти все челябинские архитекторы — его ученики и последователи. Участник Великой Отечественной войны.
- Куракин Евгений Федорович (10.06.1925, Челябинск —11.01.2017, там же) (18 августа 1998) — советский партийный и государственный деятель; в 1973—1988 гг. — председатель Челябинского облисполкома. Более 20 лет был председателем Челябинского городского Совета ветеранов войны, труда, вооружённых сил и правоохранительных органов. Был членом Общественной палаты Челябинской области. Почётный гражданин Челябинской области (2004). Участник Великой Отечественной войны.
- Аменд Александр Филиппович (16.01.1929, с. Линево, Франкский кантон, АССР немцев Поволжья, ныне — Жирновский район, Волгоградская область — 18.02.2012, Челябинск) (8 сентября 1999) — ректор Челябинского государственного педагогического университета (1994—2000), доктор педагогических наук, профессор, Заслуженный учитель школы РСФСР (1978), Отличник просвещения СССР (1984), Заслуженный работник высшей школы РФ (2004), действительный член Международной академии наук высшей школы. Более 40 лет работал в органах народного образования города Челябинска. Им опубликовано более 120 научных работ, в том числе монографии, учебники. В 1989 году решением президиума Академии Наук СССР были рекомендованы к внедрению 16 его работ.
- Зайченко Георгий Васильевич (10.06.1915, г. Славянск, Изюмский уезд, Харьковская губерния, ныне — Донецкая область — 17.07.2004, Челябинск) (12 сентября 2000) — видный деятель советской промышленности; в 1961—1979 гг. — директор Челябинского тракторного завода. Внёс большой вклад в развитие танкостроения в годы войны и тракторостроения — в послевоенные годы. В ходе реконструкции ЧТЗ смонтированы десятки автоматических линий, тысячи современных станков, построены новые производственные корпуса, крупнейшие социальные объекты для работников завода, тракторостроителей.
- Соломин Виталий Иванович (род. 16.07.1928, с. Миклянур, Пижанская волость, Вятская губерния, ныне — Пижанский район Кировской области) (12 сентября 2000) — доктор технических наук (1976), профессор Южно-Уральского государственного университета (1977), Заслуженный деятель науки и техники РСФСР (1991), действительный член Российской академии архитектуры и строительных наук (1993), Почётный строитель России (1999). Один из крупнейших специалистов в России в области строительной механики зданий и сооружений.
- Семичастный Леонид Дмитриевич (28.07.1932, г. Славянск, Донецкая область, Украинская ССР — 13.11.2008, Челябинск) (4 сентября 2001) — инженер-строитель, Заслуженный строитель РСФСР (1982), Почётный строитель России. Управляющий трестом «Челябгражданстрой» (1970-72); с 1972 г. заместитель начальника, затем начальник «Южуралстроя» Минтяжстроя СССР (1985-87). Прошёл путь от мастера до начальника (участвовал в возведении цирка, торгового центра, гостиницы «Малахит», драмтеатра, многих промышленных предприятий).
- Бакаев Альберт Флюрович (09.01.1964, Челябинск — 05.06.2009, Еткульский район — Челябинск) (27 августа 2002) — мастер спорта СССР (1989), Заслуженный мастер спорта России (1996), 4-кратный участник и чемпион Паралимпийских игр (в общей сложности выиграл 7 медалей), чемпион мира и Европы по плаванию (среди инвалидов). Вице-президент Паралимпийского комитета России; вёл разработку программы развития инвалидного спорта в Челябинской области.
- Васильев Сергей Григорьевич (род. 16.06.1936, дер. Малые Кибечи, Канашский район Чувашской АССР) (27 августа 2002) — фоторепортёр, член Союза журналистов СССР (1970), Заслуженный работник культуры РСФСР (1986). Пятикратный лауреат главной награды «Уорлд-Пресс-фото» «Золотой глаз» (первый раз — в 1978 году), «Международный мастер пресс-фотографии».
- Зайцева Галина Семёновна (род. 21.03.1947, Челябинск) (9 сентября 2003) — солистка оперы Челябинского театра оперы и балета им. М. И. Глинки, председатель Челябинского отделения Союза театральных деятелей, Народная артистка России (1995), академик Петровской академии наук и искусств.
- Медяков Михаил Денисович (28.12.1923, Коровинский район, Челябинский округ, Уральская область; ныне — Мишкинский район Курганской области — 07.11.2005, Челябинск) (7 сентября 2004) — участник Великой Отечественной войны, Герой Советского Союза (19.04.1945)! После войны окончил (1948) и затем 25 лет преподавал в Челябинском автотракторном (автомобильном) артиллерийско-техническом училище. Стаж службы в Вооружённых Силах СССР — 33 года. Внёс большой вклад в военно-патриотическое воспитание молодёжи Челябинска и области. В 2000 году принимал участие в юбилейном Параде Победы на Красной площади в Москве. С 2000 года — полковник в отставке. Последний Герой Советского Союза, проживавший в Челябинской области!
- Серёдкин Вячеслав Павлович (17.09.1951, Каменский район, Пензенская область — 16.08.2011, пос. Каштакский бор — Челябинск) (7 сентября 2004) — инженер, хозяйственный руководитель. Заслуженный работник ЕЭС России (2001), Заслуженный энергетик СНГ (2003); Почётный профессор ЮУрГУ. В 1996-м возглавил Челябинскую ТЭЦ-3. С 2000 г. — генеральный директор АО «Челябэнерго». В 2005—2011 гг. — генеральный директор ОАО «Челябэнергосбыт». В 2000 году избран депутатом Законодательного собрания Челябинской области.
- Юсупов Харис Мунасипович (24.09.1929, с. Аркаул, Месягутовский кантон, Башкирская АССР — 07.06.2009, пос. Рощино — Челябинск) (23 августа 2005) — Заслуженный тренер РСФСР (1969), Заслуженный работник физкультуры РСФСР (1989), профессор кафедры теории и методики борьбы УралГАФК (1995), основатель уральской школы дзюдо, мастер спорта по национальной борьбе куреш, по классической, вольной борьбе, самбо, судья всесоюзной категории. На протяжении 17 лет (с 1970 г.) являлся тренером сборных команд СССР по дзюдо и другим видам борьбы.
- Ложченко Николай Родионович (24.04.1930, с. Васильевка, Онуфриевский район, Зиновьевский округ, Украинская ССР, ныне — Кировоградская область, Украина — 15.03.2015, Челябинск) (5 сентября 2005) — организатор промышленного производства, хозяйственный руководитель. Заслуженный рационализатор РСФСР (1965), Заслуженный работник промышленности СССР (1987). В 1965 году возглавил тракторный корпус, стал заместителем генерального директора ПО «ЧТЗ им. В. И. Ленина», потом главным инженером и первым заместителем гендиректора. В 1979—1995 гг. — генеральный директор Челябинского тракторного завода — АО «Уралтрак» (с 1992 года). После выхода на пенсию работал советником генерального директора. В 2003—2015 гг. — председатель Совета ветеранов ООО «ЧТЗ-Уралтрак».
- Сумин Пётр Иванович (07.06.1946, с. Каменная Санарка, Троицкий район, Челябинская область — 06.01.2011, Челябинск) (5 сентября 2006) — видный государственный деятель. В 1984-87 гг. — председатель Челябинского горисполкома; в 1989—1993 гг. — председатель Челябинского обкома — Челябинского областного Совета народных депутатов (с 1991 года). В 1996—2001 годах — член Совета Федерации Федерального Собрания РФ. В 1996—2010 гг. — 2-й губернатор Челябинской области. Почётный гражданин Челябинской области (2010).
- Цыгуров Геннадий Фёдорович (15.04.1942, Челябинск —14.12.2016, г. Тольятти, Самарская область) (5 сентября 2006) — финалист Кубка СССР (1973), бронзовый призёр чемпионата СССР (1977), Заслуженный тренер СССР (1989). Двукратный победитель Кубка Межнациональной лиги, обладатель Кубка Европы (1997), чемпион мира-1999 (как тренер молодёжной команды). В 2005—2007 — главный тренер ХК «Трактор», вернул команду в суперлигу российского хоккея. Почётный гражданин городов Тольятти (1995) и Челябинска (2006).
- Тарасов Вячеслав Михайлович (род. 07.06.1947, Челябинск) (13 сентября 2007) — общественный и политический деятель; Заслуженный строитель России (1998), действительный член РАЕН (1999), доктор технических наук ЮНЕСКО. В 1991—2005 гг. — Глава города Челябинска (мэр).
- Фёдоров Александр Анатольевич (род. 01.02.1952, г. Камень-на-Оби, Каменский район, Алтайский край) (13 сентября 2007) — организатор производства, Заслуженный металлург РФ (1997). В 1996—2003 гг. — гендиректор Челябинского трубопрокатного завода. С 2003 г. — председатель совета директоров ОАО «ЧТПЗ» и ОАО «Челябинский цинковый завод».
- Боос Виктор Яковлевич (18.08.1936, Сталинград, ныне — Волгоград — 12.12.2008, Челябинск) (2 сентября 2008) — Заслуженный строитель РСФСР (1989). В 1973—1986 гг. — директор завода монтажных заготовок треста «Коксохиммонтаж»; в 1986—2008 гг. — генеральный директор ЗАО «Челябинский завод металлоконструкций». Занимался общественной, благотворительной деятельностью (активно содействовал строительству храма Иконы Божией Матери «Утоли моя печали» в Челябинске и пр.). Почётный гражданин Челябинской области (2007).
- Мочалова Мария Петровна (14.10.1922, г. Спасск-Рязанский, Рязанский уезд, Московская губерния, ныне — Рязанская область — 11.04.2010, Челябинск) (2 сентября 2008) — член Союза архитекторов СССР (1949), Заслуженный архитектор России (1995), советник Российской академии архитектурных и строительных наук (1997), профессор ЮУрГУ (1999). Среди её проектов кварталы и жилые дома в Челябинске, в том числе жилой дом ЧТПЗ с гастрономом по ул. Тимирязева, 29 (1949—1954), выполнен интерьер к/т «Родина» (1952), построены здания ЧИПС (1954-59), ЧОУНБ (1954-63) и др.
- Варфоломеев Леонард Иванович (28.12.1936, Челябинск — 17.09.2010, там же) (2 сентября 2009) — актёр театра и кино, Заслуженный артист РСФСР (1976), Народный артист России (1996). В 1968—2010 гг. — в труппе Челябинского государственного академического театра драмы (впоследствии — им. Н. Ю. Орлова). В общей сложности прослужил на сцене 50 лет!
- Тарасов Николай Иванович (род. 17.12.1933, Макушинский район, Уральская область (ныне: Курганская область) —  17 октября 2020, Челябинск) (2 сентября 2009) — Заслуженный деятель науки России (1997), Заслуженный врач Туркменской ССР (1980), доктор медицинских наук (1979), профессор (1984), действительный член РАЕН, Европейской и Американской ассоциаций урологов. Основатель и первый ректор Уральской государственной медицинской академии допобразования (УГМАДО, 1981); с 2015 г. — профессор кафедры хирургии по курсу урологии факультета дополнительного профессионального образования. Автор более 250 публикаций, пяти монографий, имеет девять патентов на изобретения.
- Вяткин Герман Платонович (род. 01.05.1935, Челябинск) (2 сентября 2010) — доктор химических наук (1978), профессор (1980), в 1985—2005 гг. — ректор Южно-Уральского государственного университета, Президент ЮУрГУ (2005), член-корреспондент РАН, действительный член Международной академии высшей школы, член президиума Уральского отделения РАН, вице-президент Союза ректоров высших учебных заведений России. Почётный гражданин Челябинской области (2008).
- Вяткин Фёдор Михайлович (род. 22.02.1950, г. Коркино, Челябинская область) (30 августа 2011) — Заслуженный юрист России (1994), Почётный работник судебной системы России (2010); в 1988—2013 годах — председатель Челябинского областного суда. Почётный гражданин Челябинской области (2008). Почётный профессор Южно-Уральского государственного университета (2012).
- Белоусов Валерий Константинович (17.12.1948, безымянный посёлок, ЗАТО Свердловск-44 (с 1954), ныне — г. Новоуральск, Свердловская область — 16.04.2015, Челябинск) (28 августа 2012) — мастер спорта СССР международного класса по хоккею (1976), Заслуженный тренер России (1992), лучший снайпер в истории челябинского хоккея (221 гол), член Клуба хоккейных бомбардиров имени Всеволода Боброва, член Зала славы отечественного хоккея (2012), рекордсмен среди главных тренеров СССР и России по количеству матчей в высших эшелонах чемпионатов страны (2012). Учитывая большие заслуги перед южноуральским хоккеем, в память о Б. по инициативе областных властей в 2015 году его именем была названа Ледовая арена "Трактор" (Челябинск).
- Цапник Юрий Викторинович (21.11.1945, ж/д ст. Даурия, Читинская область, ныне — Забайкальский район, Забайкальский край — 27.01.2014, Челябинск) (27 августа 2013) — советский и российский актёр театра и кино, Заслуженный артист РСФСР (1985), Народный артист России (1997). Призёр кинофестиваля в Венеции (Италия, 1987). Более 40 лет работал в Челябинском театре драмы им. Наума Орлова, где сыграл более сотни ролей и стал ведущим актёром театра.
- Шаламов Александр Леонидович (род. 18.12.1925, с. Еткуль, Еткульский район, Уральская область, ныне — Челябинская область) (2 сентября 2014) — участник Великой Отечественной войны, почётный ветеран Челябинска и Челябинской области. С 2002 года — Председатель Ленинского районного Совета ветеранов (пенсионеров) войны, труда, Вооружённых Сил и правоохранительных органов. Среди прочих наград Великой Отечественной медали «За отвагу», «За освобождение Варшавы», «За освобождение Белоруссии», «За взятие Берлина» и др.
- Соловьёв Вадим Павлович (03.03.1947, Челябинск — 11.02.2019, там же) (2 сентября 2014) — советский комсомольско-партийный и российский государственный деятель. С 1986 года — первый секретарь Челябинского горкома КПСС. В октябре 1991 — апреле 1996 гг. — 1-й Губернатор Челябинской области.
- Миллер Александр Евгеньевич (род. 19.09.1950, совхоз Солнечный, Сосновский район, Челябинская область) (25 августа 2015) — Заслуженный тренер РСФСР (1990), Заслуженный работник физической культуры России (2002). Профессор Уральского государственного университета физической культуры, член-корреспондент Петровской академии наук и искусств. Государственный тренер ОГУ «Учебный центр олимпийской подготовки по дзюдо Челябинской области». Подготовил мастеров спорта международного класса во всех весовых категориях с полным комплектом олимпийских медалей: «бронза» Юрия Стёпкина (Сидней, 2000), «серебро» Виталия Макарова (Афины, 2004) и «золото» Мансура Исаева (Лондон, 2012).
- Попов Александр Евгеньевич (род. 02.04.1949, Челябинск) (25 августа 2015) — Заслуженный учитель РФ, с 1989 года директор физико-математического лицея № 31 г. Челябинска — одного из лучших не только на Урале, но и в целом в стране. Как результат, многочисленные победы воспитанников лицея в олимпиадах по математике, физике, информатике на региональном, федеральном и международном уровне. По результатам олимпиад, ЕГЭ суммарно по всем предметам лицей стабильно занимает первую позицию в области и входит в ТОП-25 школ России. За выдающиеся заслуги на педагогическом поприще награждён медалью Антона Макаренко. Член Союза писателей России.
- Аристов Александр Михайлович (род. 06.08.1949, Пласт, Челябинская область) (30 августа 2016) — бизнесмен, совладелец холдинга «Ариант» и председатель Совета директоров ОАО «Челябинский электрометаллургический комбинат» (ЧЭМК). Политический деятель; член Совета Федерации (2001—2003), депутат Государственной думы России IV созыва (2003—2007).
- Видгоф Борис Ефимович (род. 06.08.1964, Челябинск) (30 августа 2016) — бизнесмен, меценат, политический деятель. С 1991 — генеральный директор Группы компаний «БОВИД» (с 2010 её президент), почётный строитель России (2011). Председатель Челябинской городской Думы (2009—2010).
- Абдурахманов Адик Аскарович (род. 16.01.1962, Челябинск — 19.02.2024, там же) (29 августа 2017) — Заслуженный артист России (1999), профессор; с 1994 года — основатель, художественный руководитель и дирижёр камерного оркестра «Классика». Работал в оркестре Санкт-Петербургского театра оперы и балета им. М. П. Мусоргского (1984-87), солистом оркестра, дирижёром Челябинского театра оперы и балета им. М. И. Глинки (с 1987). С 1992 года преподаватель Челябинского государственного института культуры, с 2003 — заведующий кафедрой оркестровых струнных, духовых и ударных инструментов[2].
- Важенин Андрей Владимирович (род. 18.03.1958, Челябинск) (29 августа 2017) — Заслуженный врач России (2000), член-корреспондент РАМН, профессор (1997), доктор медицинских наук (1993). Главный радиолог (1992), главный онколог Челябинской области (2000); заведующий кафедрой онкологии, лучевой диагностики и лучевой терапии Южно-Уральского государственного медицинского университета (1996); главврач Челябинского областного онкологического центра (1998). Благодаря В. в Челябинске и области создана и успешно работает пользующаяся всероссийским признанием онко-радиологическая научная школа. С 1999 года является членом Европейской Ассоциации радиологов и онкологов. В 2002 году по инициативе В. создана Ассоциация онкологов УрФО (избран председателем). Автор 36 патентов и изобретений[3].
- Альтман Дмитрий Александрович (род. 20.01.1956, Орск, Оренбургская область) (28 августа 2018) — врач-невролог высшей категории, Заслуженный врач России (1999); доктор медицинских наук, профессор. Член правления межрегиональной ассоциации «Геронтология». С 1996 — начальник Областного клинического госпиталя для ветеранов войн; с 2010 — главный врач Челябинской областной клинической больницы.
- Буренков Михаил Васильевич (род. 12.10.1952, с. Смоляниново, Шкотовский район, Приморский край) (28 августа 2018) — в 1988—1995 гг. — заместитель председателя Советского райисполкома г. Челябинска; 1-й заместитель главы администрации Советского района. В 1996—2018 гг. — глава Советского района Челябинска. Заслуженный работник жилищно-коммунального хозяйства России (1999).

## Интересные факты
Среди 62 почётных граждан 2 главы города и 2 губернатора (на 1 января 2019 года).
Роза Захаровна Орлова и Наум Юрьевич Орлов — единственная супружеская пара, где оба супруга являются почётными гражданами Челябинска.
Рекордсменом по возрасту является Александр Леонидович Шаламов, ставший почётным гражданином Челябинска почти в 89 лет. Александр Леонидович родился 18 декабря 1925 года в с. Еткуль Еткульского района Уральской области (ныне — Челябинской области).
Самым молодым челябинцем, ставшим почётным гражданином города, является Альберт Флюрович Бакаев — на момент получения звания ему было 38 лет. Он же прожил меньше всех из почётных граждан — всего 45 лет. На 1 января 2019 года самым молодым из ныне живущих почётных граждан является Борис Видгоф (54 года).
На 1 января 2019 года самым долгоживущим почётным гражданином Челябинска является Александр Леонидович Шаламов, которому 18 декабря 2018 года исполнилось 93 года. Евгений Фёдорович Куракин (10.06.1925 — 11.01.2017) умер в возрасте 91 года 7 месяцев.
Меньше всех носили почётное звание Иван Степанович Белостоцкий — с 01.11.1967 по 31.01.1968 (3 месяца), Виктор Яковлевич Боос — со 02.09.2008 по 12.12.2008 (3 месяца, 10 дней). Дольше всех в почётном звании остаются Пётр Григорьевич Данилов и Валентина Даниловна Румянцева — с 04.09.1986 г. (на 4 сентября 2018 года — 32 года).
Владимир Ильич Смирнов — единственный, кому звание было присвоено посмертно (через три дня после смерти).
Вячеслав Павлович Серёдкин — единственный почётный гражданин, кто умер не своей смертью, а был убит.
Что касается А. М. Аристова, то это первый случай, когда звание почётного гражданина получил человек с судимостью.
Есть в списке почётных 8 участников Великой Отечественной войны (Кулешов П. И., Погорелец И. Е., Глубоков Д. А., Ильичёв Л. А., Александров Е. В., Куракин Е. Ф., Медяков М. Д., Шаламов А. Л.), участник Гражданской войны (Карпенко П. Е.) и участник Крымской войны 1853-56 гг. (Михайловский К. Я.)
В свою очередь Михаил Денисович Медяков единственный в этом списке — Герой Советского Союза (19.04.1945)
Из 62 почётных граждан на 12 февраля 2019 года здравствуют 23 человека.
Профессии почётных граждан:
директор завода — 9 (металлурги, строители, энергетик), политик — 9, рабочий — 6 (сверловщица, машинист экскаватора, металлург, горновой в доменном цехе, слесарь-монтажник, токарь), спорт — 6 (марафонец, пловец, борец, хоккеист — 2, дзюдоист), врач — 5 (участковый врач, кардиолог, уролог, онколог, невролог), инженер — 4 (ж/д, конструктор, строитель — 2), актёр — 3 (театр, театр и кино — 2), педагог — 3 (ректор ВУЗа — 2, директор лицея), бизнесмен (предприниматель) — 3 (+политики и общественный деятель), архитектор — 2, театральный деятель — 2 (главный режиссёр, директор театра), музыкальный деятель — 2 (оперная певица, дирижёр), революционный деятель, фотограф, военный (Герой Советского Союза!), работник культуры, юрист (судья), работник ЖКХ, общественный деятель, писатель (поэт).
Субъекты, давшие Челябинску почётных граждан (по месту рождения):
Российская империя: Область Войска Донского (Таганрогское градоначальство), Черниговская (2), Тульская, Самарская, Орловская, Херсонская (Кривой Рог, ныне — Днепропетровская область, Украина), Московская (2 — Калуга, Рязань), Владимирская (ныне — Нижегородская область), Екатеринославская (ныне — Донецкая область), Иваново-Вознесенская (ныне — Ивановская область), Донецкая, Харьковская, Вятская (ныне — Кировская область) губернии;
РСФСР — СССР: Челябинская (8), Уральская (5) области (ныне — Курганская (3) и Челябинская (2) области), Башкирская (2), Чувашская АССР и АССР немцев Поволжья (ныне — Волгоградская область), Волгоградская (2), Донецкая, Белгородская, Брянская, Тульская, Пензенская, Свердловская, Читинская (ныне — Забайкальский край), Калининская (ныне — Тверская), Оренбургская области, Кировоградская и Полтавская области Украинской ССР, Алтайский и Приморский края. Лидирует здесь, конечно же, непосредственно сам Челябинск: родились в областном центре 17 из 62 почётных граждан (на 1 января 2019 года).